# Sinaida Stepanowna Amossowa
Sinaida Stepanowna Amossowa (russisch Зинаида Степановна Амосова; * 12. Januar 1950 in der Kolchose Krupskaja, Oblast Schambyl, Kasachische SSR) ist eine ehemalige russische Skilangläuferin, die in den 1970er Jahren für die Sowjetunion startete.

## Werdegang
Amossowa wurde bei den Lahti Ski Games 1973 Dritte mit der Staffel und im folgenden Jahr Zweite im 10-km-Lauf. Bei den Olympischen Winterspielen 1976 in Innsbruck holte sie die Goldmedaille mit der Staffel. Zudem errang sie über 5 und über 10 km jeweils den sechsten Platz. Im folgenden Jahr gewann sie bei den Lahti Ski Games zum dritten Mal in Folge mit der Staffel. Außerdem siegte sie dabei über 5 und über 20 km. Im selben Jahr gewann sie bei den Svenska Skidspelen in Falun mit der Staffel und belegte im Lauf über 10 km den zweiten Platz. Bei den Nordischen Skiweltmeisterschaften 1978 in Lahti und zugleich Lahti Ski Games holte sie die Bronzemedaille mit der Staffel und die Goldmedaille jeweils über 10 und 20 km. Über 5 km belegte sie den sechsten Platz. Im Jahr 1979 siegte sie bei den Lahti Ski Games und bei den Svenska Skidspelen jeweils mit der Staffel und errang zudem bei den Svenska Skidspelen den dritten Platz über 20 km. Bei den Nordischen Skiweltmeisterschaften 1980 in Falun wurde sie Sechste über 20 km. Im selben Jahr kam sie bei den Svenska Skidspelen mit der Staffel auf den zweiten Platz. In der Saison 1982/83 belegte sie den 26. Platz in der Gesamtwertung im Skilanglauf-Weltcup. Ihr bestes Resultat dabei war der sechste Platz über 20 km in Kavgolovo. Bei sowjetischen Meisterschaften siegte sie viermal mit der Staffel (1974, 1979, 1981, 1984), zweimal über 20 km (1976, 1982) und jeweils einmal über 5 km (1982) und über 30 km (1982).
Im Jahr 1976 wurde sie mit dem sowjetischen Ehrenzeichen geehrt.

## Erfolge
- Olympische Winterspiele 1976 in Innsbruck: Gold mit der Staffel
- Nordische Skiweltmeisterschaften 1978 in Lahti: Gold über 10 und 20 km, Bronze mit der Staffel